# Batalha das Dunas
A Batalha das Dunas foi um conflito naval que ocorreu no dia 31 de Outubro de 1639 durante a Guerra dos Oitenta Anos e foi uma vitória decisiva da República Holandesa, comandada pelo Almirante Maarten Tromp, sob o Império colonial espanhol, comandado pelo Almirante Antonio de Oquendo

## Fase de abertura
Em 1639, a Espanha preparou uma força de 77 navios carregando 24 000 soldados e marinheiros, numa tentativa desesperada de reforçar suas tropas em Flandres depois dos franceses terem cortado a sua rota terrestre usual. A frota, sob comando de Antonio de Oquendo, deixou o porto da Corunha em 16 de Setembro. Estavam tentando alcançar Dunquerque, o maior porto católico da costa do Mar do Norte. Foram avistados no dia 25 de Setembro no Canal da Mancha, por um esquadrão de 13 navios comandados por Tromp, que enviou um de volta para buscar ajuda, e inicialmente apenas retrocedeu antes da frota espanhola.
Quando foram reforçados pelo Vice-Almirante Witte de With, totalizando 16 navios, Tromp se aproximou em 27 de Setembro. Sua própria flotilha se posicionou numa linha de batalha em posição de sotavento, o primeiro caso documentado do uso de tais táticas na história. Concentrando seus tiros sobre os mais poderosos navios espanhóis, estes ficaram tão danificados que o moral de toda a frota quebrou. Isto talvez tenha sido influenciado também pelo fato de De With não ter se contido, ele abandonou a linha com sua flotilha e de maneira radical atacou navio a navio com uma ferocidade extrema. No dia seguinte, mais reforços chegaram: 12 navios do contra-almirante Joost Banckert.
Os espanhóis, cuja prioridade era proteger as tropas, e não colocá-las em perigo numa batalha, se dirigiram para a costa da Inglaterra numa ancoragem conhecida como As Dunas entre Dover e Deal, perto de um esquadrão inglês comandado pelo vice-almirante John Pennington. Eles esperavam que os ventos de outono dispersassem em breve a frota holandesa. Tromp, como sempre, aguentou a insubordinação de De With com complacência. Numa famosa cena, descrita pelo próprio De With, após a batalha ele entrou na cabine de Tromp com sua face cheia de fuligem, suas roupas rasgadas, e mancando com uma ferida na perna. Tromp olhou para ele de sua mesa e perguntou: “Você está bem, De With?”. De With respondeu: “O que você acha? Eu estaria bem se você tivesse ido me ajudar?”.
Na tarde do dia 28, Tromp e De With retrocederam para reabastecer, pois tinham pouca pólvora, e estavam com medo de terem falhado em sua missão até que reencontraram os espanhóis nas Dunas no dia 30. Juntos, eles bloquearam os espanhóis e enviaram uma mensagem urgente para a Holanda solicitando reforços. Os cinco almirantes holandeses contrataram qualquer navio mercante largo que eles encontraram. Muitos se juntaram voluntariamente, esperando por uma rica recompensa. No final de Outubro, Tromp tinha 105 navios e 12 navios de fogo.
Enquanto isso, os espanhóis começaram a transportar suas tropas e dinheiro para Flandres em navios de bandeira inglesa. Tromp impediu isso revistando os navios ingleses e detendo qualquer tropa espanhola encontrada. Desconfortável com a possível reação inglesa, ele se encontrou com o almirante inglês e mostrou sua ordem confidencial do estado maior, de atacar a armada espanhola onde quer que ela pudesse estar alocada e prevenir pelas forças das armas qualquer interferência de uma terceira potência. Tromp também perguntou formalmente a Oquendo porque ele se recusou a lutar uma vez que tinha poder de fogo superior. Oquendo respondeu que sua frota precisava de reparos primeiro, mas que ele não poderia obter mastros e outros materiais uma vez que os holandeses o haviam bloqueado. Ao saber disso, Tromp forneceu aos espanhóis com os materiais necessários para reparo. Apesar disso, eles não deixaram a costa da Inglaterra.

## A Batalha

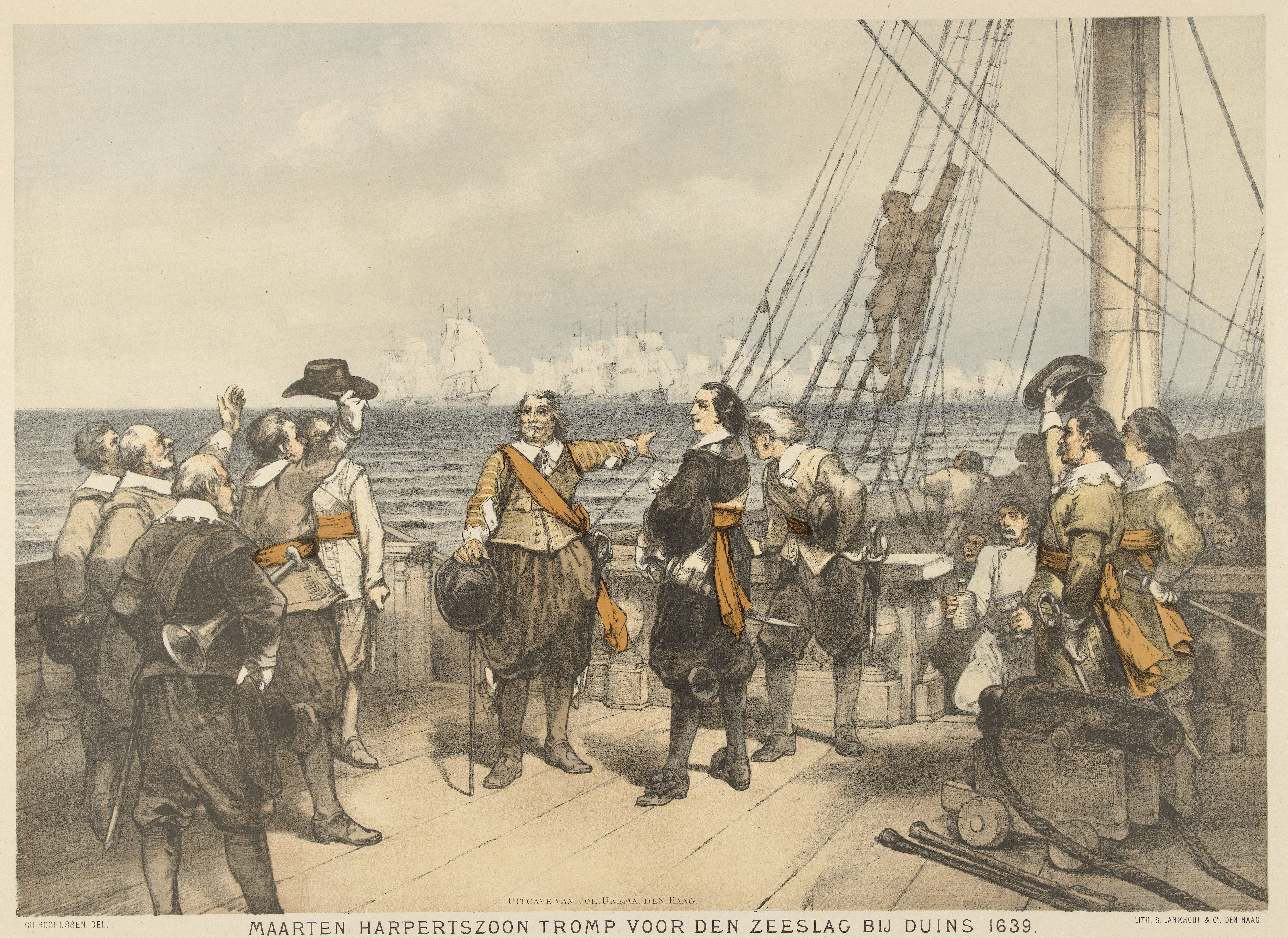
Marteen Tromp
antes do início da Batalha das Dunas.

No dia 31 de Outubro um vento leste deu a Tromp uma vantagem temporal. Ele enviou De With com um esquadrão para vigiar os ingleses e prevenir que eles não interferissem, manteve dois esquadrões ao norte, um com Cornelis Jol e ao sul com o Comodoro Jan Hendriksz de Nijs para bloquear as rotas de fuga e atacou com três esquadrões. Alguns dos largos e não-manobráveis navios espanhóis entraram em pânico com a aproximação da frota holandesa e afundaram a si mesmo deliberadamente; eles foram imediatamente saqueados pela população inglesa, presente em grande número para assistir a o espetáculo incomum. Outros tentaram um plano de fuga.
O Navio Real de Oquendo, o “Santiago”, foi para fora primeiro seguido do navio “Santa Teresa”, de bandeira portuguesa. Cinco navio-fogo foram enviados em direção aos navios espanhóis. Este primeiro navio poderia evitar o combate com três deles no último momento mas este golpeou o Santa Teresa, que tinha acabado de manobrar para repelir o ataque dos outros dois. Muito grande (o maior navio da frota Espanhola/Portuguesa) e lento para manobrar, e sem tempo para reagir, o Santa Teresa foi finalmente agarrado e ateado fogo. Com o Almirante Lope de Hoces já morto devido a ferimentos, o navio queimou impetuosamente com grande perda de vidas.
Os navios portugueses foram interceptados pelo esquadrão Zealandic do Vice-almirante Johan Evertsen que lançou seus navio-fogo contra eles: A maioria foi tomada e destruída, deixando 15 200 mortos e 1 800 prisioneiros. Atualmente este número de mortos é considerado muito exagerado, por exemplo, não leva em conta que uma Terceira tropa já havia alcançado Flandres. Oquendo planejou escapar na fumaça com sete navios, a maioria deles dunquerquenses, e alcançar Dunquerque.

## Pós-Batalha

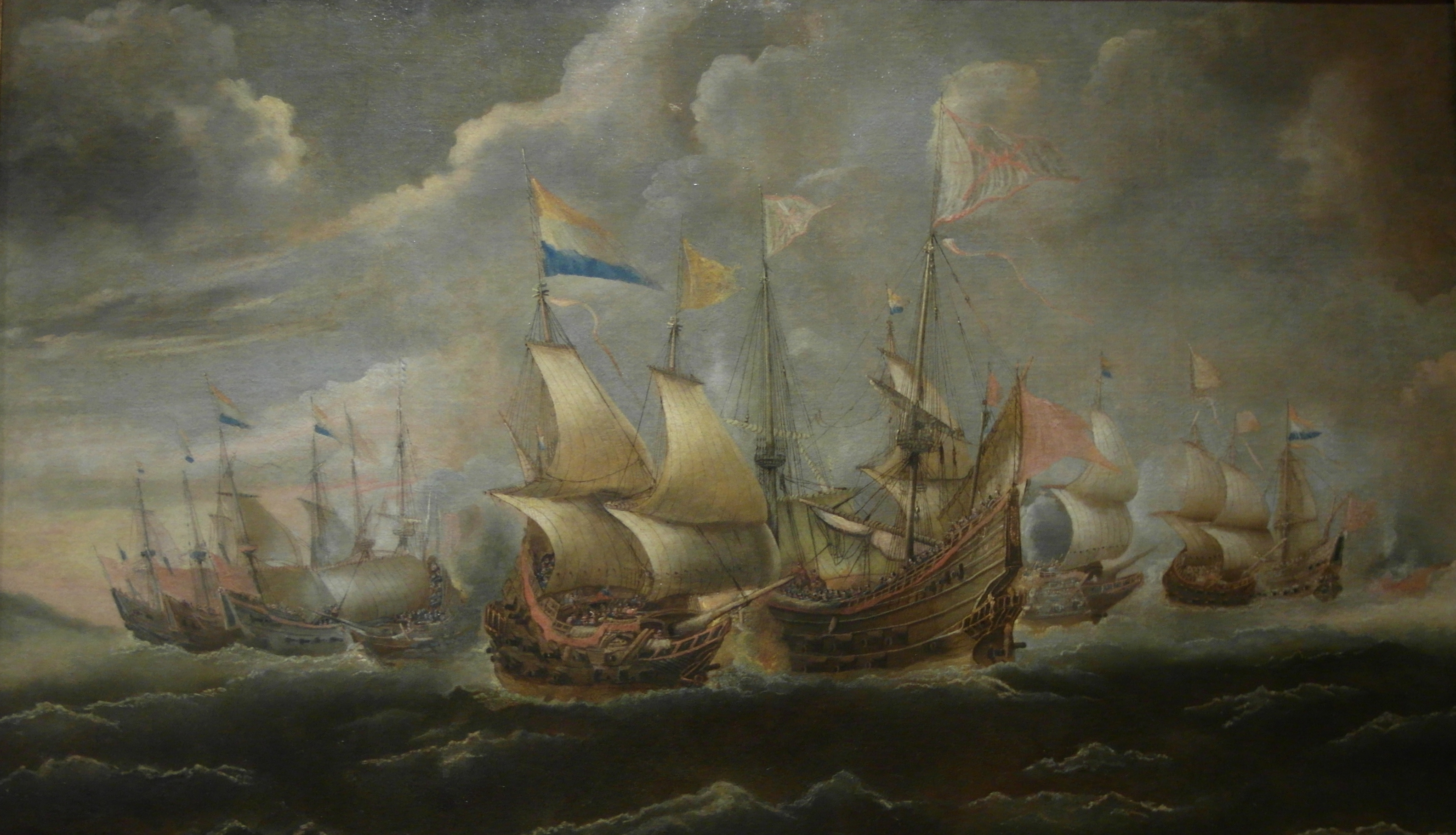
Cena da Batalha das Dunas, pintada em torno de 1650.

A celebrada vitória holandesa foi um significante marco no balance naval das potências. A missão espanhola também não foi um completo fracasso, grande parte das tropas e todo o dinheiro chegou a Flandres. A determinação da tripulação Hispânico-Portuguesa é demonstrada por um dos galeões que quebrou o bloqueio, após ter sido acertado por 1 200 tiros de canhões. Mas os espanhóis, restringidos pelo vastos compromissos da Guerra dos Trinta Anos, não estavam em posição de reconstruir seu domínio marítimo, mesmo com as muitas pequenas batalha de interceptação de mercadores e pescadores. Os holandeses e ingleses foram rápidos em tomar vantagem disso ao tomar algumas das pequenas ilhas de possessão espanhola. Mas o pior efeito de longe para a Espanha foi o enfraquecimento de sua posição no sul da Holanda, e a subsequente insurreição de Portugal com a restauração da independência da Espanha de Habsburgo em 1640.
Tromp foi recebido como herói no seu retorno e recompensado com 10 000 florins invocando a inveja de De With que recebeu apenas 1 000. De With escreveu alguns panfletos anónimos pintando Tromp como um avarento e ele como verdadeiro herói da batalha. Como a Espanha estava gradualmente perdendo sua posição como grande potência, a Inglaterra temporariamente enfraquecida e a França ainda não tinha começado a construir um navio forte. Depois da vitória, os holandeses permitiram que sua frota fosse reduzida drasticamente com o fim da guerra. Então com a ineficaz administração naval e os poucos e leves navios, eles estavam em séria desvantagem com os embates que estariam por vir com a Inglaterra.
Para a Inglaterra, a Batalha das Dunas foi uma humilhação, uma flagrante violação da neutralidade inglesa com vistas da costa inglesa, com a Marinha britânica incapaz de intervir. Um ligeiro ressentimento deste incidente pode ter influenciado a deflagração da Primeira Guerra Anglo-Holandesa não muito longe das Dunas na Batalha de Goodwin Sands em 1652.